# Conseil d'État (Belgique)
Pour les articles homonymes, voir Conseil d'État.
Le Conseil d'État (en néerlandais : Raad van State  ; en allemand : Staatsrat) de Belgique est une juridiction administrative créée par une loi du 23 décembre 1946, et installée le 9 octobre 1948, dont les fonctions sont d'une part de traiter des recours contre les actes administratifs émanant des autorités administratives, et  d'autre part d'exercer une mission consultative  pour des gouvernements belges (fédéral, régionaux et communautaires) dans les matières législatives et réglementaires. Ces missions sont exercées respectivement par la section du contentieux administratif et par la section de législation.
Le Conseil d'État est installé dans l'ancien palais du marquis Charles Vander Noot d'Assche, (square Frère-Orban) à Bruxelles, œuvre de l'architecte Alphonse Balat (1856-1858).
Le Conseil d'État est aussi installé, depuis 1995, dans l'Hôtel Loewenstein, au no 35, rue de la Science, un hôtel particulier construit en 1919-1920 pour le financier Alfred Loewenstein, par l'architecte français Armand Sigwalt , dans le style "Beaux-Arts" en vogue à Paris au début du XXe siècle .

## Historique et création
Sous l'empereur Charles Quint, en 1531, existait un Conseil d'État composé de douze membres, nommés à vie, choisis parmi des personnalités du clergé et de la noblesse. Le Conseil d'État de l'époque était un organe de gouvernement, dont la mission consistait à délibérer sur toutes les affaires majeures d'ordre politique, administratif ou militaire. Il eut pour première présidente Marie de Hongrie, sœur de l'empereur et gouvernante générale des Pays-Bas.
Bien que n'ayant que voix consultative, le Conseil d'État eut une place importante dans la vie politique belge et constitua à certains moments une réelle sauvegarde contre l'arbitraire du pouvoir souverain. L'institution subsistera jusqu'à la fin de l'Ancien Régime, mais il deviendra peu à peu une institution croupion et les « conseillers d'État » n'auront plus qu'un rôle purement honorifique.
Le principe d'un Conseil d'État fut écarté de la Constitution belge de 1831, en raison du souvenir que cette dénomination évoquait d'un organe de pouvoir, tant sous l'Ancien Régime que durant dans la période française (le Conseil d'État créé en 1799 sous le Consulat), ainsi que la période néerlandaise (1815-1830 : le Conseil d'État du Royaume des Pays-Bas).
Charles Rogier avait cependant défendu l'idée d'un Conseil de législation et fut suivi dès 1833 par Barthélémy de Theux, à l'époque ministre de l'Intérieur, qui demandait la création d'un Conseil d'État qui aurait assumé à la fois une tâche de préparation législative et une mission de contentieux administratif.
Cette proposition ministérielle fut rejetée, mais, après la guerre de 1914-1918, la question fut remise sur le tapis, tant par des juristes que par des parlementaires. En effet, l'absence de juridiction administrative avait pour conséquence un certain arbitraire administratif, et des situations heurtant l'équité. Les tribunaux de l'ordre judiciaires avaient le pouvoir de refuser l'application d'un texte réglementaire illégal à une situation spécifique, mais n'avaient pas le pouvoir d'annuler le texte incriminé, avec pour conséquence que le même texte irrégulier pouvait être à la fois appliqué et non appliqué selon que le citoyen avait ou non introduit un recours devant un tribunal. Il devenait donc nécessaire de créer une juridiction administrative qui aurait le pouvoir d'annuler les actes administratifs irréguliers, et ce processus de réflexion aboutit à la création du Conseil à l'issue de la Seconde Guerre mondiale.

## Organisation
Le Conseil d'État comprend le Conseil, l'Auditorat, le Bureau de coordination, le Greffe, des assesseurs et du personnel administratif.
Le Conseil est l'organe qui rend les arrêts et donne les avis. Il comprend deux sections : la section de législation et la section du contentieux administratif. Il se compose de 44 magistrats nommés à vie dont un premier président, un président, 14 présidents de chambre et 28 conseillers d'État. Les magistrats qui composent le Conseil se répartissent en 15 chambres : 7 chambres francophones (dont 5 chambres du contentieux administratif et 2 chambres de législation), 7 chambres néerlandophones (dont 5 chambres du contentieux administratif et 2 chambres de législation) et une chambre bilingue.
L'Auditorat, quant à lui, instruit les dossiers, établit un rapport et, à l'audience, donne un avis oral. Il comprend un auditeur général, un auditeur général adjoint, 14 premiers auditeurs chefs de section et 64 premiers auditeurs, auditeurs ou auditeurs adjoints.
Les décisions de la section du contentieux administratif sont sans recours, sauf si la compétence du Conseil d'État est discutée. Dans ce dernier cas, c'est la Cour de cassation qui statuera sur le conflit de compétences entre le Conseil d'État et l'ordre judiciaire.

## Législation applicable
L'organisation et les compétences du Conseil d'État sont régies par les lois sur le Conseil d'État, coordonnées le 12 janvier 1973. Ce texte est une coordination de deux lois, dont la loi du 23 décembre 1946 portant création du Conseil d'État. Depuis 1973, elles ont été modifiées pas moins de 44 fois, la dernière modification en date remontant au 20 janvier 2014.
Les lois coordonnées se divisent en 9 Titres (Titre I : De l'institution; Titre II : De la compétence de la section de législation; Titre III : De la compétence de la section du contentieux administratif; [Titre IV : abrogé]; Titre V : De la procédure; Titre VI : De l'emploi des langues au Conseil d'État; Titre VII : De l'organisation du Conseil d'État; Titre VIII : Dispositions diverses; Titre IX : Mesures en vue de résorber l'arriéré juridictionnel).

## Section du contentieux administratif
La volonté du législateur était d'offrir aux citoyens un recours contre des décisions irrégulières prises à leur égard.
En vertu de l'article 14 des Lois coordonnées sur le Conseil d'État, la juridiction est ainsi compétente pour suspendre l'exécution et/ou annuler les actes individuels et réglementaires pris par les autorités administratives, pour violation des formes soit substantielles, soit prescrites à peine de nullité, excès ou détournement de pouvoir. Le pouvoir de juridiction du Conseil d'État ne va en principe pas au-delà de cette compétence de suspendre et annuler des actes administratifs, ce qui signifie qu'il n'est pas le juge de droit commun de l'administration en Belgique. En effet, en vertu des articles 144 et 145 de la Constitution belge, le contentieux des droits subjectifs (responsabilité civile, contrat...) est attribué aux cours et Tribunaux judiciaires, même si l'une des parties est l'administration.
Les actes attaqués devant le Conseil d'État peuvent ainsi être des décisions aussi diverses que des nominations d'agents publics, des attributions de marchés publics, des attributions ou des refus de permis d'urbanisme, des amendes administratives infligées aux citoyens, etc.
Jusqu'à la réforme de septembre 2006, le Conseil d'État était compétent pour connaître des recours introduits par les candidats réfugiés contre les décisions de l'Office des étrangers ou du Commissariat Général aux réfugiés et aux apatrides.
Une refonte totale du système a confié ce rôle à une nouvelle juridiction : le Conseil du Contentieux des étrangers.
Le Conseil d'État voit désormais, en matière d'asile, sa compétence limitée à la cassation des décisions rendues par le Conseil du Contentieux des étrangers pour contravention à la loi ou pour violation des formes, soit substantielles, soit prescrites à peine de nullité. Le Conseil d'État ne connaît alors pas du fond des affaires.

## Section de législation
Le Conseil d'État a également un rôle consultatif dans les matières législatives et réglementaires. Sa section de législation est compétente pour analyser la légalité de certains projets de loi, de décret ou d'ordonnance avant leur vote (analyse ex ante). Ses avis ne lient cependant pas toujours le législateur, qui peut passer outre.
Par ailleurs, hors certains cas spéciaux, tel que l'urgence, les avant-projets de texte législatifs et les projets de textes réglementaires doivent être soumis au Conseil.

## Sources